# Caméra Bioskop
Le Bioskop est un procédé dit « réversible » de caméra de prise de vues de 2 × 55 mm et d’appareil de projection, également de 2 × 55 mm, présenté en public en 1895 par ses inventeurs, les frères Skladanowsky.

## Histoire
Les Allemands Max Skladanowsky et Eugen Skladanowsky ont inventé et construit le Bioskopen 1895 et l'ont utilisé pour tourner un film qu'ils ont ensuite projeté en séance publique (et payante) au Wintergarten de Berlin le 1er novembre 1895.
Max Skladanowsky et son frère se proclament inventeurs des premières projections de photographies animées sur grand écran, revendiquant leur antériorité sur les projections Lumière, ce qui est vrai. Mais contrairement au cinématographe de Louis Lumière, les projections du bioskop, appareil nettement moins perfectionné, n'ont eu aucune répercussion internationale, bien qu’elles aient eu un franc succès à Berlin. Il faut aussi remarquer que le dessinateur-inventeur Émile Reynaud avait inauguré les projections animées payantes devant un public assemblé dès octobre 1892 avec son Théâtre optique projetant les premiers dessins animés du cinéma : les pantomimes lumineuses.
Le mot Bioskop est resté longtemps le mot qui désignait le cinéma dans les pays germanophones, et ce mot désigne encore aujourd'hui le cinéma dans certaines langues, comme le serbe.

## Description
La caméra Bioskop impressionne alternativement deux pellicules Eastman de 55 mm de large qui défilent parallèlement. Elles ont sur les bords de chaque photogramme deux perforations rondes renforcées par des œillets métalliques. Le passage d'une pellicule à l'autre, où alternent les photogrammes représentant le même sujet, se veut le moyen d'atteindre commodément la cadence de prise de vues d'un minimum de 12 images par seconde, nécessaire pour enregistrer le mouvement et le reproduire grâce à l'appareil de projection qui entraîne lui aussi deux pellicules à déroulement simultané. Le bloc du mécanisme est le même équipement pour la caméra et pour le projecteur (cette mécanique est dite « réversible »). Chaque bande ne dure que quelques secondes. Le passage d'une image d'une des bandes à une image de l'autre bande se rapproche de notre vision quand nous clignons alternativement de l'œil gauche puis de l'œil droit. 